# Епеј
Епеј (грч. Ἐπειός) је у грчкој митологији било име више личности.

## Етимологија
Име Епеј има значење „наследник“ или „нападач“.

## Митологија
1. Био је син фокидског уметника Панопеја, учесник тројанског рата и творац Тројанског коња. У рат је пошао са Киклада са тридесет лађа.[2] Током опсаде Троје борио се под заповедништвом фокидских војсковођа Схедија и Епистрофа. Иако је био добар у песничењу на посмртним играма у Патроклову част[3], био је мекушац и лош ратник на бојном пољу. Заправо, у Хомеровим песмама, описан је као моћан и храбар ратник, али су му касније традиције доделиле инфериорну улогу.[2] Наиме, богови су га начинили кукавицом (толико да је та његова особина постала пословична[2]) како би казнили његовог оца због кривоклетства. Због тога је имао задужење да доноси воду Атридима. (Тако је и приказан у Аполоновом храму у Картеји.[2]) Атена се сажалила због понижења које трпи, те му је подарила веште руке. На предлог итачког краља Одисеја, уз Атенину помоћ, саградио је великог коња у коме су се одабрани ахајски борци нашли међу бедемима Троје, напали је изнутра и освојили је помоћу ахајске војске којој су отворили врата града. Неки извори наводе да Епеј сам није учествовао у тој акцији[4], али неки наводе да јесте био један од јунака сакривених у Тројанском коњу[3]. Наиме, Роберт Гревс је навео да су остали ратници морали најпре да га наговарају, потом му прете и коначно подмите да би ушао у коња и то последњи, јер је једини знао како се отварају и затварају тајна врата, те је сео крај браве. Док су остали јунаци дрхтали од страха, Епеј је тихо плакао, избезумљен од ужаса.[1] Након завршетка рата отпловио је лађом за домовину. Међутим, бура га је одбацила на острво Италије, где је саградио градове Метапонт, Пизу и Лагарију. У овом последњем је богињи Атени посветио алат којим је сачинио дрвеног коња.[5] Паусанија је извештавао да се за пронађену резбарију Хермеса и Афродите на Аргу веровало да је Епејево дело. Платон га је сврставао у скулпторе заједно са Дедалом и Теодором са Самоса. Самог Епеја је представио Полигнот на лесхи на Делфима како баца камење од зидина Троје, док их надвисује глава Тројанског коња.[2]
2. Према Паусанији, био је краљ Елиде, након свог оца Ендимиона. Према захтевима оца, такмичио се против своје браће, Пеона и Етола у Олимпији, победио их и тако стекао право да влада. У време његове владавине, Пелоп је освојио Олимпију. Према неким изворима, пошто није имао деце, на престолу га је наследио његов брат Етол.[5] Према другим, био је ожењен Анаксиројом, Короновом кћерком и са њом имао кћерку Хирмину,[6] али и сина Алектора. Паусанија је навео три жене које су његове могуће мајке; Астеродија, Хромија и Хиперипа.[7]